# SSC Bari
Società Sportiva Calcio Bari, zkráceně jen Bari je italský klub hrající v sezoně 2024/25 ve 2. italské fotbalové lize, sídlící ve městě Bari v regionu Apulie.
Klub byl založen 15. ledna 1908 jako Foot-Ball Club Bari. Hlavním iniciátorem byl rakouský občan Floriano Ludwig. Klub hraje druhou ligu. Když Itálie vstoupila do války klub ukončil činnost. Po válce se fotbalisté rozešli do konkurenčních klubů ve městě a nový klub se zrodil 16. ledna 1924 jako Foot-Ball Club Bari. Hrají dokonce poprvé v nejvyšší a to v sezoně 1924/25. Po jedné sezoně klub sestupuje a dokonce se klub rozpustí a nehraje žádnou soutěž.
Dne 27. února roku 1928 se na rozkaz tajemníka města Bari musí spojit s jiným klubem z města a vzniká nový klub Unione Sportiva Bari. Od téhle chvíle mají ve znaku symbol provincie Apulie kohouta a vzniká přezdívka kohouti (Galletti). Od sezony 1935/36 do 1940/41 hraje nepřetržitě nejvyšší soutěž, což už nezopakují. Nejlepší umístění bylo jen 11. místo.
Po 2. světové válce se klub přejmenuje na dlouhá léta na Associazione Sportiva Bari. Klub poté hraje pět sezon po sobě v nejvyšší lize. V sezoně 1950/51 hrají druhou ligu, za rok třetí ligu a za další rok sestupuje do čtvrté ligy. Naštěstí druhou ligu opět hrají po postupech v sezoně 1955/56. A v sezoně 1958/59 hrají opět nejvyšší ligu.
V 60. a 70. letech 20. století klub sestupoval a znovu postupoval od nejvyšší až po třetí ligu. V roce 1977 klub koupí rodina Matarrese (vlastnila velkou stavební společnost) a do klubu dají mnoho peněz, jenže až v sezoně 1985/86 hraje klub znovu nejvyšší ligu, ale jen jednu sezonu, poté sestoupí. Největším úspěchem klubu bylo vítězství ve středoevropském poháru v roce 1990, hráli i nejvyšší ligu a obsadili 10. místo a navíc klub otevřel fotbalový stadion pro MS 1990. Poté následovaly opět sestupy a postupy. Poslední sezonu v nejvyšší lize klub odehrál v sezoně 2010/11.
Když klub sestoupil do druhé ligy a hrál ji tři sezony, dostala se rodina Matarrese do velkých dluhů. Klub v únoru 2014 oznámil dluh ve výši 30 mil. Euro a 10. března vyhlásil bankrot. Nový klub Football Club Bari 1908 byl založen v 23. května díky bývalému rozhodčímu Paparestou. Jenže po čtyřech sezonách přišel další bankrot. Kvůli dalším dluhům klubu který vlastní již nový majitel Cosmo Antonio Giancaspro byl klub vyloučen z druhé ligy.
Nový klub vznikl 9. srpna roku 2018 pod názvem Società Sportiva Calcio Bari Società Sportiva Dilettantistica. A to díky starostovi města Bari, který pomohl najít kupce pro klub. Tím se stal syn majitele klubu SSC Neapol Luigi De Laurentiis. Klub postoupil okamžitě ze čtvrté ligy a poté v sezoně 2019/20 prohrál ve finále play off. Klub se po postupu do třetí ligy vzdal přízviska Società Sportiva Dilettantistica (amatérský klub). Další postup slavil v sezoně 2021/22, když vyhrál svoji skupinu.

## Změny názvu klubu
- - 1908 – 1924/25 − Bari FBC (Bari Foot-Ball Club)
  - 1927/28 – 1942/43 − US Bari (Unione Sportiva Bari)
  - 1944/45 – 2013/14 − AS Bari (Associazione Sportiva Bari)
  - 2014/15 – 2017/18 − FC Bari 1908 (Football Club Bari 1908)
  - 2018/19 − SSC Bari SSD (Società Sportiva Calcio Bari Società Sportiva Dilettantistica)
  - 2019/20 − SSC Bari (Società Sportiva Calcio Bari)

## Získané trofeje

### Vyhrané domácí soutěže
- 2. italská liga ( 2x )

1941/42, 2008/09
- 3. italská liga ( 5x )

1954/55, 1966/67, 1976/77, 1983/84, 2021/22
- 4. italská liga ( 2x )

1953/54, 2018/19
- Středoevropský pohár ( 1x )

1990

## Účast v ligách
| Úroveň soutěže | Název soutěže (nynější název) | První hraná sezona | Poslední hraná sezona | celkem odehraných sezon |
| -------------- | ----------------------------- | ------------------ | --------------------- | ----------------------- |
| 1              | Serie A                       | 1924/25            | 2010/11               | 33                      |
| 2              | Serie B                       | 1909/10            | 2024/25               | 53                      |
| 3              | Serie C                       | 1951/52            | 2021/22               | 11                      |
| 4              | Serie D                       | 1952/53            | 2018/19               | 3                       |

Historická tabulka Serie A od sezony 1929/30 do 2023/24.
| Celkové místo | Odehraných sezon | Celkem bodů | Celkem zápasů | Celkem výher | Celkem remíz | Celkem proher | Celkové skore |
| ------------- | ---------------- | ----------- | ------------- | ------------ | ------------ | ------------- | ------------- |
| 19            | 30               | 874         | 1010          | 258          | 286          | 466           | 978:1514      |

## Fotbalisté

### Historické statistiky
| Počet utkání | Počet utkání         | Počet utkání |  | Počet branek | Počet branek     | Počet branek |
| Pořadí       | Jméno                | Počet        |  | Pořadí       | Jméno            | Počet        |
| 1.           | Jean François Gillet | 353          |  | 1.           | Luigi Bretti     | 70           |
| 2.           | Giovanni Loseto      | 318          |  | 2.           | Mirco Antenucci  | 60           |
| 3.           | Mario Mazzoni        | 313          |  | 3.           | Gionatha Spinesi | 58           |
| 4.           | Giorgio De Trizio    | 273          |  | 4.           | Mihály Vörös     | 54           |
| 5.           | Bruno Cicogna        | 262          |  | 5.           | Biagio Catalano  | 49           |

### Rekordní přestupy
| Nákup  | Nákup              | Nákup     | Nákup       | Nákup          |  | Prodej | Prodej             | Prodej    | Prodej   | Prodej         |
| Pořadí | Jméno              | sezona    | klub        | částka         |  | Pořadí | Jméno              | sezona    | klub     | částka         |
| 1.     | Leonardo Bonucci   | 2009/2010 | Janov       | 10,5 mil. Euro |  | 1.     | Antonio Cassano    | 2001/2002 | Řím      | 31 mil. Euro   |
| 2.     | David Platt        | 1991/1992 | Aston Villa | 8,25 mil. Euro |  | 2.     | Nicola Ventola     | 1998/1999 | Inter    | 21 mil. Euro   |
| 3.     | Gaetano D'Agostino | 2001/2002 | Řím         | 5,16 mil. Euro |  | 3.     | Leonardo Bonucci   | 2010/2011 | Juventus | 15,5 mil. Euro |
| 4.     | Barreto            | 2010/2011 | Udinese     | 4,5 mil. Euro  |  | 4.     | David Platt        | 1992/1993 | Juventus | 9,75 mil. Euro |
| 5.     | Walid Cheddira     | 2022/2023 | Parma       | 3,68 mil. Euro |  | 5.     | Gianluca Zambrotta | 1999/2000 | Juventus | 8 mil. Euro    |

## Na velkých turnajích

### Účastníci Mistrovství světa
- Néstor Lorenzo (MS 1990)
- Rachid Neqrouz (MS 1998)
- Phil Masinga (MS 1998)
- Edgar Álvarez (MS 2010)
- Leonardo Bonucci (MS 2010)
- Walid Cheddira (MS 2022)

### Účastníci Mistrovství Evropy
- David Platt (ME 1992)
- Daniel Andersson (ME 2000)
- Yksel Osmanovski (ME 2000)
- George Pușcaș (ME 2024)

### Účastníci Copa América
- João Paulo (CA 1991)
- Miguel Ángel Guerrero (CA 1995)

### Účastníci Afrického poháru národů
- Phil Masinga (APN 1998)
- Rachid Neqrouz (APN 2000)
- Raphael Chukwu (APN 2000)
- Hany Said (APN 2002)
- Souleymane Diamoutene (APN 2010)

### Účastník Olympijských her

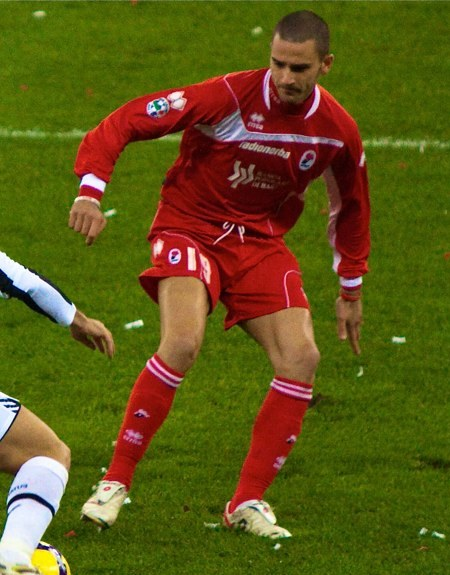
Leonardo Bonucci

- Tommaso Maestrelli (OH 1948)

### Česká stopa
- Libor Kozák – (2017/18)
- Roman Macek – (2017)
- Zdeněk Zlámal – (2011)